# Sommerschafweide in dem Oberen und Unteren Böttental und Vorderen Berg
Die Sommerschafweide in dem Oberen und Unteren Böttental und Vorderen Berg ist ein vom Landratsamt Münsingen am 31. Mai 1955 durch Verordnung ausgewiesenes Landschaftsschutzgebiet auf dem Gebiet der Gemeinde Mehrstetten.

## Lage
Das gut 16 Hektar große Landschaftsschutzgebiet liegt etwa 400 m nordöstlich der Ortslage von Mehrstetten. Es gehört zum Naturraum Mittlere Flächenalb.
Der geologische Untergrund reicht von den Formationen des Unteren Massenkalks bis zu den Formationen des Oberen Massenkalks im Oberjura.

## Landschaftscharakter
Der Westen des Gebiets ist bis heute als Wacholderheide ausgeprägt und zeugt von der Nutzungsgeschichte des Gebiets als Sommerschafweide. Die übrigen Flächen sind heute teils durch Sukzession, teils durch Aufforstung bewaldet. Im Süden wurde ein Sportgelände mit Fußballplatz angelegt.

## Zusammenhängende Schutzgebiete
Im Nordwesten schließt das Naturschutzgebiet Böttental an. Durch dessen Ausweisung im Jahr 1998 wurde das Landschaftsschutzgebiet erheblich verkleinert. Das Böttental gehört, wie auch die Wacholderheide im Westen und ein schmaler Streifen im Norden des Landschaftsschutzgebiets zum FFH-Gebiet Tiefental und Schmiechtal.